# Kotsoteka
Kotsoteka (Caschotethka, Koocheteka; Buffalo Eaters;  'jedači bizona' ), jedna od vodećih bandi Komanča koji su bili locirani na području sadašnje zapadne Oklahome, napose duž rijeke Canadian, gdje su često logorovali. Godine 1745 prelaze preko rijeke Arkansas i upadaju na područje Novog Meksika, a odatle će prodrijeti i na Llano Estacado. Najpoznatiji poglavica bio im je Mow-way (Push Aside), jedan od kandidata za vrhovnog poglavicu Komanča, na koje je izabran Quanah Parker. Godine 1878. Mow-way abdicira i s obitelj odlazi kod Fort Silla, gdje Kotsoteke još vjerojatno imaju potomaka među Komančima. 
Bende i skupine Komanča, napose one najglavnije Quahadi (Kwahadi), Penateka (Penande), Nokoni (Detsanayuka), Yamparika i Kotsoteka bile su gotovo nezavisne, a njihove međuveze veoma labave. 

## Vanjske poveznice
- Comanche Timeline  Arhivirana inačica izvorne stranice od 19. srpnja 2012. (Wayback Machine)
- Push Aside (slika)[neaktivna poveznica]
- Comanche History